# Bergholm (Lappo, Brändö, Åland)
Bergholm är en halvö i Brändö kommun på Åland (Finland). Den är en del av ön Lappo. Bergholms högsta punkt är Bergholms klinten som är 28,8 meter över havet. Kraftledningen som försörjer Lappo med elektricitet går över Bergholm. På Bergholm finns ett hus.